# 1993-as Formula–1 francia nagydíj
A francia nagydíj volt az 1993-as Formula–1 világbajnokság nyolcadik futama.

## Futam
Franciaországban ezúttal Hill szerezte meg a pole-t csapattársa, valamint Brundle és Blundell Ligier-je előtt. A rajt után is a Williamsek maradtak az élen, míg Blundell feltartotta Sennát és Schumachert. Végül Blundell a nagy nyomás alatt autózva kicsúszott és 21. körben és kiesett. A verseny közepén a boxkiállásoknál Prost megelőzte Hillt. Senna és Schumacher az első kiállásoknál megközelítette Brundle-t, majd a másodiknál mindketten meg is előzték. Amikor Senna lekörözéshez készülődött, Schumacher megelőzte, pozícióját pedig megtartotta a verseny végéig. Prost és Hill kettős győzelmet szerzett a Williamsnek, Schumacher harmadik, Senna negyedik lett.
| Helyezés | #  | Versenyző            | Csapat/Motor          | Körök | Idő/Kiesés oka | Rajthely | Pontszám |
| -------- | -- | -------------------- | --------------------- | ----- | -------------- | -------- | -------- |
| 1        | 2  | Alain Prost          | Williams-Renault      | 72    | 1:38:35,241    | 2        | 10       |
| 2        | 0  | Damon Hill           | Williams-Renault      | 72    | +0,342         | 1        | 6        |
| 3        | 5  | Michael Schumacher   | Benetton-Ford         | 72    | +21,209        | 7        | 4        |
| 4        | 8  | Ayrton Senna         | McLaren-Ford          | 72    | +32,405        | 5        | 3        |
| 5        | 25 | Martin Brundle       | Ligier-Renault        | 72    | +33,795        | 3        | 2        |
| 6        | 7  | Michael Andretti     | McLaren-Ford          | 71    | +1 kör         | 16       | 1        |
| 7        | 14 | Rubens Barrichello   | Jordan-Hart           | 71    | +1 kör         | 8        |          |
| 8        | 23 | Christian Fittipaldi | Minardi-Ford          | 71    | +1 kör         | 23       |          |
| 9        | 19 | Philippe Alliot      | Larrousse-Lamborghini | 70    | +2 kör         | 10       |          |
| 10       | 6  | Riccardo Patrese     | Benetton-Ford         | 70    | +2 kör         | 12       |          |
| 11       | 15 | Thierry Boutsen      | Jordan-Hart           | 70    | +2 kör         | 20       |          |
| 12       | 10 | Szuzuki Aguri        | Footwork-Mugen-Honda  | 70    | +2 kör         | 13       |          |
| 13       | 9  | Derek Warwick        | Footwork-Mugen-Honda  | 70    | +2 kör         | 15       |          |
| 14       | 28 | Gerhard Berger       | Ferrari               | 70    | +2 kör         | 14       |          |
| 15       | 4  | Andrea de Cesaris    | Tyrrell-Yamaha        | 68    | +4 kör         | 25       |          |
| 16       | 20 | Érik Comas           | Larrousse-Lamborghini | 66    | Váltó          | 9        |          |
| Kiesett  | 27 | Jean Alesi           | Ferrari               | 47    | Motorhiba      | 6        |          |
| Kiesett  | 22 | Luca Badoer          | Lola-Ferrari          | 28    | Felfüggesztés  | 22       |          |
| Kiesett  | 29 | Karl Wendlinger      | Sauber                | 25    | Váltó          | 11       |          |
| Kiesett  | 30 | Jyrki Järvilehto     | Sauber                | 22    | Váltó          | 18       |          |
| Kiesett  | 26 | Mark Blundell        | Ligier-Renault        | 20    | Kicsúszás      | 4        |          |
| Kiesett  | 12 | Johnny Herbert       | Lotus-Ford            | 16    | Kicsúszás      | 19       |          |
| Kiesett  | 24 | Fabrizio Barbazza    | Minardi-Ford          | 16    | Váltó          | 24       |          |
| Kiesett  | 3  | Katajama Ukjó        | Tyrrell-Yamaha        | 16    | Váltó          | 24       |          |
| Kiesett  | 11 | Alessandro Zanardi   | Lotus-Ford            | 9     | Felfüggesztés  | 17       |          |
| NK       | 21 | Michele Alboreto     | Lola-Ferrari          |       |                |          |          |

## A világbajnokság élmezőnyének állása a verseny után
| H  | Versenyzők         | Pont | H  | Konstruktőrök    | Pont |
| -- | ------------------ | ---- | -- | ---------------- | ---- |
| 1. | Alain Prost        | 57   | 1. | Williams-Renault | 85   |
| 2. | Ayrton Senna       | 45   | 2. | McLaren-Ford     | 48   |
| 3. | Damon Hill         | 28   | 3. | Benetton-Ford    | 29   |
| 4. | Michael Schumacher | 24   | 4. | Ligier-Renault   | 15   |
| 5. | Martin Brundle     | 7    | 5. | Ferrari          | 9    |

## Statisztikák
Vezető helyen:
- Damon Hill: 26 (1-26)
- Alain Prost: 46 (27-72)

Alain Prost 49. (R) győzelme, Damon Hill 1. pole-pozíciója, Michael Schumacher 6. leggyorsabb köre.
- Williams 66. győzelme.